# Józef Oleszkiewicz
Józef Oleszkiewicz (n. 1777, Szydłów, Żmudź - d. 5 octombrie 1830, Sankt Petersburg) a fost un pictor polonez, reprezentant al clasicismului. În 1803-1806 a studiat la Academia de Arte Frumoase din Paris. În 1812, a devenit membru al Academiei Imperiale de Arte Frumoase din Sankt Petersburg pentru tabloul alegoric Samarytańska opieka i troskliwość cesarzowej Marii Fiodorowny nad biednymi.
Printre lucrările sale: Wiara, nadzieja, miłość (1811), Pożegnanie Jana Karola Chodkiewicza z żoną Anną przed wyjazdem na wyprawę chocimską (1809).